# Cranichis
Cranichis es un género de orquídeas de hábitos terrestres. Es originario de México y Florida y América tropical.
Alrededor del 53 especies terrestres componen este género. Se encuentran en todos los países de América Latina y en todos los estados brasileños, donde hay cinco especies registradas.  Viven en los bosques secundarios y bosques de desagües donde aparecen en restos vegetales.

## Descripción
Presentan hojas pecioladas basales, poco numerosas, formando una roseta,  con una larga inflorescencia apical delgada con muchas flores pequeñas, de color blanco, a veces con manchas verdes  y con los labios firmemente curvados que forman un depósito.  Los sépalos y pétalos son libres.

## Taxonomía
El género fue propuesto por Swartz en Nova Genera et Species Plantarum seu Prodromus 8, 120 en 1788.  Su lectotipo es Cranichis muscosa Sw., nombrado en 1939 por Acuña en Bot. Tec. Tecnología. Cuba, 60, 48.  
Etimología
Cranichis: nombre genérico que viene del griego κράνος - kranos, casco, en alusión a la forma del nectario. Swartz escribe "nectarium galeatum". La última parte puede venir del nombre Orchis.

## Lista de especies
1. Cranichis acuminatissima Ames & C.Schweinf., Schedul. Orchid. 10: 12 (1930).
2. Cranichis amplectens Dod, Moscosoa 4: 179 (1986).
3. Cranichis antioquiensis Schltr., Repert. Spec. Nov. Regni Veg. Beih. 7: 57 (1920).
4. Cranichis apiculata Lindl. in G.Bentham, Pl. Hartw.: 92 (1842).
5. Cranichis brachyblephara Schltr., Repert. Spec. Nov. Regni Veg. Beih. 7: 58 (1920).
6. Cranichis callifera Garay, Opera Bot., B 9(225: 1): 191 (1978).
7. Cranichis calva (Kraenzl.) Schltr., Repert. Spec. Nov. Regni Veg. Beih. 9: 128 (1921).
8. Cranichis candida (Barb.Rodr.) Cogn. in C.F.P.von Martius & auct. suc. (eds.), Fl. Bras. 3(6): 248 (1895).
9. Cranichis castellanosii L.O.Williams, Lilloa 3: 476 (1938).
10. Cranichis ciliata Kunth, Syn. Pl. 1: 324 (1822).
11. Cranichis ciliilabia C.Schweinf., Bot. Mus. Leafl. 14: 49 (1949).
12. Cranichis cochleata Dressler, Bol. Inst. Bot. (Guadalajara) 5: 70 (1998).
13. Cranichis crumenifera Garay, Caldasia 8: 518 (1962).
14. Cranichis diphylla Sw., Prodr.: 120 (1788).
15. Cranichis elliptica Schltr., Repert. Spec. Nov. Regni Veg. Beih. 8: 43 (1921).
16. Cranichis engelii Rchb.f., Linnaea 41: 19 (1876).
17. Cranichis fendleri Schltr., Repert. Spec. Nov. Regni Veg. Beih. 6: 30 (1919).
18. Cranichis foliosa Lindl., Gen. Sp. Orchid. Pl.: 451 (1840).
19. Cranichis galatea Dod, Moscosoa 4: 181 (1986).
20. Cranichis garayana Dodson & R.Vásquez, Icon. Pl. Trop., II, 3: t. 210 (1989).
21. Cranichis gibbosa Lindl., Ann. Mag. Nat. Hist. 15: 385 (1845).
22. Cranichis glabricaulis Hoehne, Relat. Commiss. Linhas Telegr. Estratég. Matto Grosso Amazonas: t. 32 (1910).
23. Cranichis glandulosa A.Rich. & Galeotti, Ann. Sci. Nat., Bot., III, 3: 30 (1845).
24. Cranichis gracilis L.O.Williams, Ceiba 1: 185 (1950).
25. Cranichis hassleri Cogn., Repert. Spec. Nov. Regni Veg. 7: 69 (1909).
26. Cranichis hieroglyphica Ames & Correll, Bot. Mus. Leafl. 10: 61 (1942).
27. Cranichis lankesteri Ames, Schedul. Orchid. 4: 5 (1923).
28. Cranichis lehmanniana (Kraenzl.) L.O.Williams, Lilloa 3: 477 (1938).
29. Cranichis lehmannii Rchb.f., Otia Bot. Hamburg.: 4 (1878).
30. Cranichis lichenophila D.Weber, Bull. Soc. Neuchâteloise Sci. Nat. 96: 18 (1973).
31. Cranichis longipetiolata C.Schweinf., Amer. Orchid Soc. Bull. 21: 268 (1952).
32. Cranichis macroblepharis Rchb.f., Otia Bot. Hamburg.: 4 (1878).
33. Cranichis muscosa Sw., Prodr.: 120 (1788).
34. Cranichis notata Dressler, Bol. Inst. Bot. (Guadalajara) 5: 73 (1998).
35. Cranichis nudilabia Pabst, Arq. Bot. Estado São Paulo, n.s., f.m., 3: 121 (1955).
36. Cranichis ovata Wickstr., Kongl. Vetensk. Acad. Handl. 1827: 73 (1827).
37. Cranichis parvula Renz, Candollea 11: 259 (1948).
38. Cranichis picta Rchb.f., Linnaea 41: 52 (1876).
39. Cranichis polyantha Schltr., Repert. Spec. Nov. Regni Veg. Beih. 7: 61 (1920).
40. Cranichis pulvinifera Garay, Opera Bot., B 9(225: 1): 204 (1978).
41. Cranichis reticulata Rchb.f., Beitr. Orchid.-K. C. Amer.: 62 (1866).
42. Cranichis revoluta Hamer & Garay, Icon. Pl. Trop. 7: t. 641 (1982).
43. Cranichis ricartii Ackerman, Lindleyana 4: 43 (1989).
44. Cranichis saccata Ames, Schedul. Orchid. 4: 6 (1923).
45. Cranichis scripta Kraenzl., Ann. K.K. Naturhist. Mus. Wien 27: 110 (1913).
46. Cranichis sparrei Garay, Opera Bot., B 9(225: 1): 206 (1978).
47. Cranichis subumbellata A.Rich. & Galeotti, Ann. Sci. Nat., Bot., III, 3: 30 (1845).
48. Cranichis sylvatica A.Rich. & Galeotti, Ann. Sci. Nat., Bot., III, 3: 30 (1845).
49. Cranichis talamancana Dressler, Bol. Inst. Bot. (Guadalajara) 5: 75 (1998).
50. Cranichis tenuis Rchb.f., Flora 48: 274 (1865).
51. Cranichis turkeliae Christenson, Richardiana 4: 135 (2004).
52. Cranichis wageneri Rchb.f., Linnaea 41: 19 (1876).
53. Cranichis werffii Garay, Opera Bot., B 9(225: 1): 207 (1978).